# Kalitekuk
Kalitekuk is een bestuurslaag in het regentschap Gunung Kidul van de provincie Jogjakarta, Indonesië. Kalitekuk telt 3471 inwoners (volkstelling 2010).